# سینما اشراق
سینما اشراق یک سینما در شهر زاهدان، ایران است.
این سینما که متعلق به اداره کل فرهنگ و ارشاد اسلامی سیستان و بلوچستان می‌باشد با یک سالن با ظرفیت ۱۷۰ نفر در سال ۱۳۸۹ تأسیس شده‌است.